# Аркадий (Дорофеев)
Архиепископ Аркадий (в миру Андрей Дорофеев; 1809, Куничи, Белицкий уезд — 18 [30] ноября 1889, Владимир) — епископ Белокриницкой иерархии, епископ Славский.

## Биография
Родился в 1811 году в селе Куничи (Куничное) Белицкого уезда Молдавии в крестьянской старообрядческой семье.
В возрасте 15 лет Андрей стал работать в услужении у русских купцов-старообрядцев в Яссах.
После двадцати с половиной лет работы он принимает решение всецело посвятить свою жизнь Богу и отправляется сперва в Мануйловский старообрядческий скит, затем в российские пределы, в Лаврентьевский монастырь Могилёвской губернии. В этой обители в 1829 году пострижен в иночество с именем Аркадий.
Через год возвращается в Мануйловку, где живёт в скиту до 1834 года, потом живёт в Славском Успенском монастыре, откуда совершает путешествие в Стамбул, где пребывает в течение месяца. Находясь в Турции ещё несколько лет, полгода жил у старообрядцев-некрасовцев в скиту Белый Камень и ещё год в селе Мельча, посетил почти все бывшие здесь поселения некрасовцев, пока не возвратился в Славский монастырь на «всегдашнее жительство».
Через два года Аркадий совершает второе путешествие в Царьград, вновь подолгу останавливаясь у некрасовцев на остров Майнос и в скиту Каменный мост. Вернувшись в Румынию незадолго до присоединения к старообрядчеству митрополита Амвросия (Папагеоргополос), он поселился возле селе Журиловка, где участвовал в соборе, на котором журиловцы приняли окончательное решение о признании над собою власти митрополита Амвросия.
В первых числах августа 1847 года в Белокриницкую митрополию прибыла депутация от Славской обители и от Задунайских обществ (в Добрудже, принадлежащей тогда Турции) с тремя кандидатами для посвящения их во епископов. В числе их был и инок Аркадий Дорофеев. Как значится в «Памятнике дел Белокриницкаго монастыря», «по благоусмотрению г-на митрополита Амбросия и всего Освященнаго Собора произвести инока Аркадия по степенем во епископа».
По получение степени диакона и священноинока, 24 августа 1847 года Аркадий был «поставлен епископом богоспасаемаго места Славы и всех задунайских староверческих обществ». При отъезде в епархию, состоявшемся 1 сентября, его снабдили церковной утварью, новоосвящёнными в Белой Кринице антиминсами и новосваренным миром.
Сразу после прибытия епископа Аркадия в свою область казаки-некрасовцы, не признавшие Белокриницкую иерархию, донесли турецким властям о поставлении Аркадия, истолковав это как соединение части казаков с греками против турок. Вскоре турецкие власти арестовали Аркадия и заключили в тюрьму, где и содержали его, пока велось следствие, выяснившее его правоту.
В 1848 году он возведен в сан архиепископа епископами Онуфрием и Алимпием с правом «подведомственно себе иметь… все единоверные епархии, ныне существующие и впредь ещё учредитися могущие, по течению реки Дуная на правой стороне расположенные, и… во оные епархии поставлять епископов». Над Аркадием была повторно совершена епископская хиротония.
В 1854 году архиепископ Аркадий был схвачен русскими войсками, находившимися в Славе. Поводом для ареста стал отказ архиепископа после литургии оградить крестом зашедшего в монастырскую церковь генерала Александра Ушакова. Вместе с архиепископом были арестованы епископ Тульчинский Алимпий (Вепринцев) и священник Феодор Семёнов. Их перевезли в Россию, сначала в Киев, затем, через 3 месяца, в Москву, а затем они стали узниками Спасо-Евфимиева монастыря в Суздале, в котором Аркадий томился 27 лет до своего освобождения в 1881 году. Настоятель монастыря писал о своём узнике владимирскому архиерею: «Нрава он кроткого, но ныне стал гнушаться чтением наших церковных и нравоучительных книг».
Скончался 18 ноября 1889 года похоронен на Рогожском кладбище в Москве.